# AN-196 Lutyj
AN-196 Lutyj (ukr. Лютий, „zaciekły / luty”) – bezzałogowy statek powietrzny typu kamikaze opracowany przez Ukroboronprom w październiku 2022 roku. Ma być odpowiednikiem rosyjskiej amunicji krążącej Shahed 136. Podczas rosyjskiej inwazji na Ukrainę samoloty Lutyi były używane przez Ukrainę w atakach na terytorium Rosji, w tym na rafinerie ropy naftowej, obiekty przemysłowe i lotniska wojskowe.

## Historia użycia
25 listopada 2024 roku ukraińska witryna Militarnyi poinformowała, że Lutyj wyposażony w ulepszoną głowicę bojową o masie 75 kg został użyty do uderzenia w rosyjską rafinerię ropy naftowej w Saratowie, w odległości ponad 600 kilometrów od granicy z Ukrainą.
5 lipca 2025 roku co najmniej dwa bezzałogowe statki powietrzne zostały użyte do ataku na przedsiębiorstwo WNIIR-Progress, które produkuje różnego rodzaju komponenty wojskowe w tym do bombowców Su-34, czołgów T-90M i T-14, systemów obrony powietrznej S-300, S-400, S-500 oraz okrętów podwodnych. Zaatakowany obiekt znajdował się w Czeboksarach, około 975 km od granicy z Ukrainą.